# Jean-Charles Moïse
Jean-Charles Moïse (nascido em 20 de abril de 1967) é um político haitiano. Moïse se opôs ao então presidente do Haiti, Michel Martelly, durante seu mandato de cinco anos. Ele foi candidato à presidência pelo Platfòm Pitit Desalin em 2015, partido político que Moïse criara.

## Biografia
Moïse completou seus estudos na Escola Nacional de Milot e no Lycée Philippe Guerrier em Cap-Haïtien. Estudou ciências contábeis na Universidade Adventista de Diquini [en]. Ele foi o prefeito de Milot (período desconhecido) e depois senador, cargo no qual se renunciou para concorrer à presidência, obtendo 14,22% dos votos populares, ocupando o terceiro lugar, atrás de Jovenel Moïse (PHTK) e Jude Celestin (LAPEH).
Jean-Charles Moïse, que apesar do sobrenome, não tem parentesco com Jovenel Moïse.

## Registros eleitorais
Incompleto.

Eleição presidencial no Haiti em 2015

| Candidato                                                             | Partido                                                       | Primeiro turno | Primeiro turno | Segundo turno | Segundo turno |
| Candidato                                                             | Partido                                                       | Votos          | %              | Votos         | %             |
| --------------------------------------------------------------------- | ------------------------------------------------------------- | -------------- | -------------- | ------------- | ------------- |
| Jovenel Moïse                                                         | Partido Haitiano Tèt Kale                                     | 508,761        | 32,81          |               |               |
| Jude Célestin                                                         | Ligue Alternative pour le Progrès et l'Emancipation Haitienne | 392,782        | 25,27          |               |               |
| Jean-Charles Moïse                                                    | Platfòm Pitit Desalin                                         | 222,109        | 14,27          |               |               |
| Maryse Narcisse                                                       | Fanmi Lavalas                                                 | 108,844        | 7,05           |               |               |
| Eric Jean Baptiste                                                    | Movimento de Ação Socialista                                  | 56,427         | 3,63           |               |               |
| Fonte: CEP Haiti Arquivado em 4 de março de 2016, no Wayback Machine. |                                                               |                |                |               |               |